# Зура (ім'я)
Зура  — жіноче ім'я арабського походження.
Означає: блискуча, ранкова зірка, яскрава.
Використовується в східних країнах, на Кавказі (особливо в Грузії — ზურა). В тій же Грузії використовується як спрощений варіант чоловічого імені Зураб, яке має зовсім іншу історію походження. Український доктор філологічних наук А. Суперанська вказує на те, що Зура є спрощеним варіантом імені Лазар.

### Відомі носії
- Зура Кікалейшвілі[4] — грузинський актор драматичного кіно